# Sitara Achakzaï
Sitara Achakzaï (sau Sitara Atschiksai în transcrierea germană; n. 1957, Afganistan – d. 12 aprilie 2009, Kandahar, Afganistan) a fost o politiciană și activistă pentru drepturilor femeilor, cu dublă cetățenie, afgană și germană, asasinată în 12 aprilie, în Kandahar, în sudul Afganistanului, la vârsta de 52 de ani. A trăit mult timp în Germania, dar era, de asemenea, cunoscută în Canada, unde locuiește o parte din familia sa.

Sitara Achakzaï este una dintre victimele emblematice precum Safia Amajan și Malalaï Kakar ale terorismului talibanilor afgani și paștuni, care urmărește să elimine femeile din spațiul public în Afganistan și Pakistan.

## Biografie
Sitara Achakzaï s-a născut în Afganistan în 1957, într-o familie paștună (Achakzaï, literalmente " descendenții Achak ", este numele uneia din ramurile tribului Durrani).
 
Sitara a primit de la tatăl său o educație relativ liberală, permițându-i, de exemplu, practicarea ciclismului. Se conforma, cu toate acestea, regulilor îmbrăcăminții tradiționale, după ce o prietenă din tinerețe, îmbrăcată occidental, a fost ucisă lângă ea.
 
A devenit profesoară, și și-a părăsit țara natală în anii 1980.

În timp ce alți membri ai familiei emigrau în Canada, Sitara Achakzaï se stabilea în Germania. Acolo l-a întâlnit pe soțul ei, Darweza, un medic și universitar. În Bergisch Gladbach, au înființat împreună o asociație care a lucrat pentru alfabetizarea, formarea și crearea de infrastructuri în provincia Kandahar, strângerea de fonduri pentru deschiderea de școli și educația copiilor. La scurt timp, cuplul a decis să se întoarcă în Afganistan pentru a participa la reconstrucția țării după căderea regimului talibanilor, lăsând copiii în Germania.

### Militantă pentru egalitatea între sexe
Aleasă în adunarea provincială, Sitara Achakzaï s-a declarat public pentru munca femeilor și pentru egalitatea în drepturi între sexe. Aceste pozitii au condus-o, până la urmă, să se opună intrării în vigoare a unei legi privind căsătoria dintre șiiți care permitea violul marital. Mai mult decât atât, ea a continuat să călătorească în mod regulat în Canada pentru a-și vizita mama, sora și nepoții săi stabiliți în suburbiile orașului Toronto.

## Asasinată de talibani
S-a întâmplat chiar în fața casei ei, pe când cobora dintr-o ricșă, la întoarcerea de la o ședință a adunării provinciale: Sitara Achakzaï a fost asasinată de la mică distanță, de către patru bărbați pe motociclete. Body gardul său, neînarmat, nu a putut să o protejeze. Crima a fost imediat revendicată de talibani, care au explicat pur și simplu că ea nu avea un " trecut sănătos".